# Die Zeit
Časopis Die Zeit, dle vlastní typografie pak DIE ZEIT, je liberální nadregionální německý týdeník, založený roku 1946. K jeho cílovým skupinám patří zejména akademici.

## Dějiny a profil
Časopis, který patří k nejrenomovanějším v Německu, vychází od 21. února 1946 v Hamburku a je čten v průměru 1,43 miliony čtenářů. Nejen mezi jeho autory, ale i v seznamu vydavatelů časopisu se nacházejí mnohá známá jména německého kulturního a politického establishmentu.
Prvním vydavatelem byl Gerd Bucerius, v březnu 1946 se redakční práce začala účastnit i Marion Dönhoffová, která se 1972 stala spoluvydavatelkou (zemřela roku 2002, je ale dodnes uváděna jako vydavatelka); hlavním redaktorem je dnes Giovanni di Lorenzo, jako vydavatel figuruje bývalý kancléř Helmut Schmidt (od roku 1983).

## Základní údaje
- první vydání: 21. února 1946
- vydavatel: Helmut Schmidt, Josef Joffe, Michael Naumann (uvolněn), Marion Gräfin Dönhoff (†)
- nakladatelství: Zeitverlag Gerd Bucerius
- hlavní místo vydání: Hamburk
- náklad: 480 000 (prodáno, údaje pro 3. kvartál 2006)[2]
- hlavní redaktor: Giovanni di Lorenzo (2007)
- vychází: týdně (každý čtvrtek)
- ISSN 0044-2070